# Kanton Saint-Étienne-du-Rouvray
Kanton Saint-Étienne-du-Rouvray is een kanton van het Franse departement Seine-Maritime. Het kanton maakt deel uit van het arrondissement Rouen. Het telt 33 502 inwoners in 2017 dat is een dichtheid van 1510 inwoners/km². De oppervlakte bedraagt 22,19 km².

## Gemeenten
Het kanton Saint-Étienne-du-Rouvray omvatte tot 2014 de volgende gemeenten:
- Oissel
- Saint-Étienne-du-Rouvray

Bij de herindeling van de kantons bij decreet van 27 februari 2014, met uitwerking op 22 maart 2015, werd een noordelijk deel van Saint-Étienne-du-Rouvray overgeheveld naar het kanton Sotteville-lès-Rouen.